# (429) Lotis
Pour les articles homonymes, voir Lotis.
(429) Lotis est un astéroïde de la ceinture principale découvert par l'astronome français Auguste Charlois le 23 novembre 1897 à l'observatoire de Nice. Il tire son nom de Lotis, naïade et sœur de Poséidon dans la mythologie grecque.